# Osvaldo Martínez Jara
Osvaldo Martínez Jara (San Fernando, 13 agosto 1922 – 2002) è stato un pallanuotista cileno, che ha partecipato alle Olimpiadi estive di Londra 1948.